# 圣马可飞狮

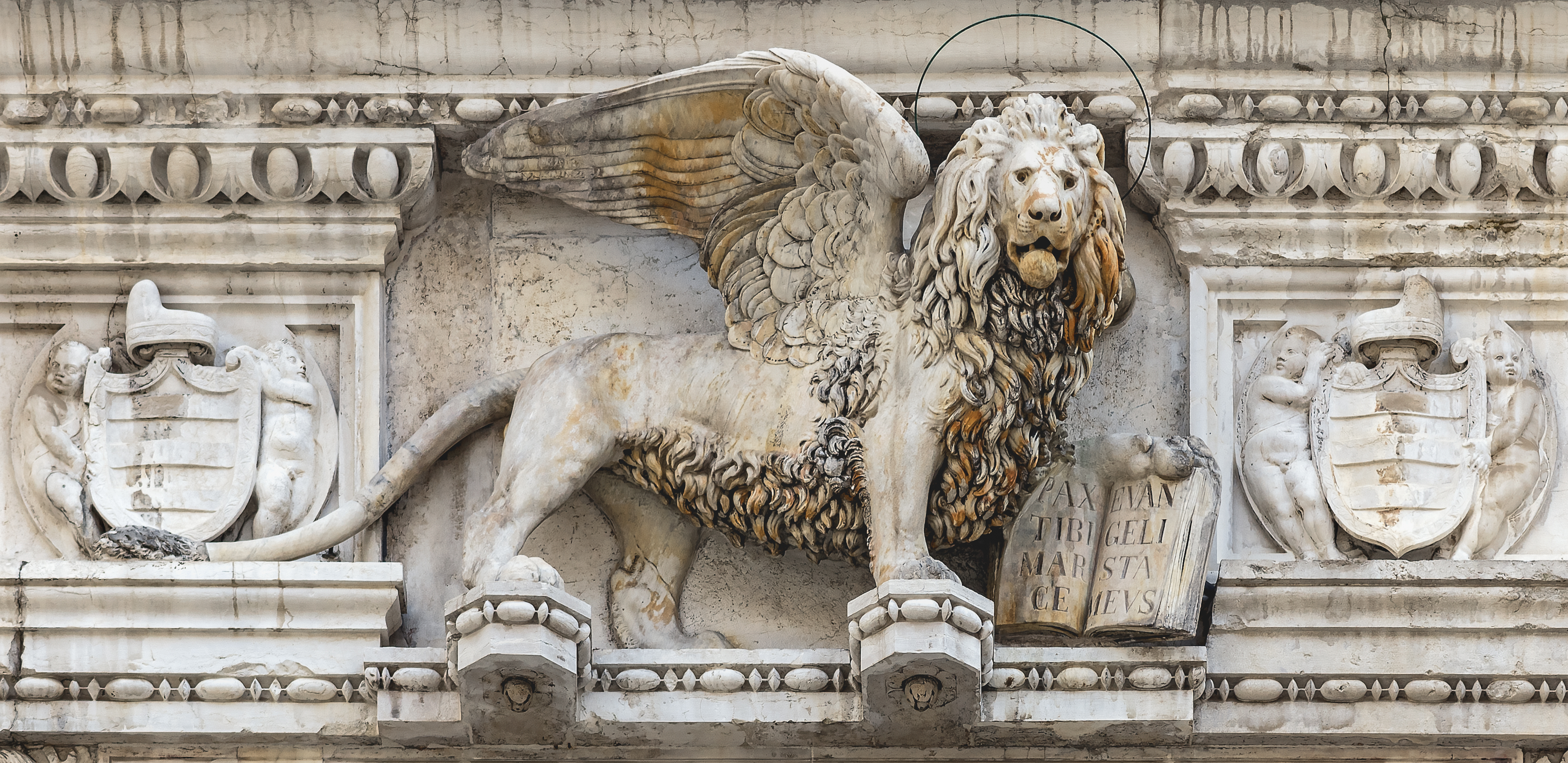
圣马可飞狮

圣马可飞狮（威尼斯语：Leon de San Marco；意大利语：Leone di San Marco；英语：Lion of Saint Mark）是一个雕塑形象，描绘一只长翅膀的狮子，抱着一本圣经，代表马可福音的作者马可。它是四态体(Tetramorph)的一个形态。在圣马尔谷圣殿宗主教座堂顶部的金狮，是威尼斯城市，以及昔日威尼斯共和国的象征。
在亚历山大牧首的标志中，以及在意大利共和国的商船旗和軍艦旗上，都能看到圣马可飞狮。圣马可飞狮还是威尼斯电影节金獅獎，以及忠利保险公司（Assicurazioni Generali）的标志。

14世纪威尼斯共和国国旗
威尼斯共和国国旗
威尼托大区区旗
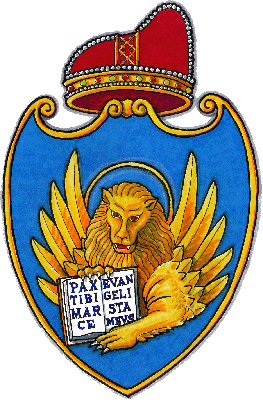
威尼斯市徽
意大利海军军旗
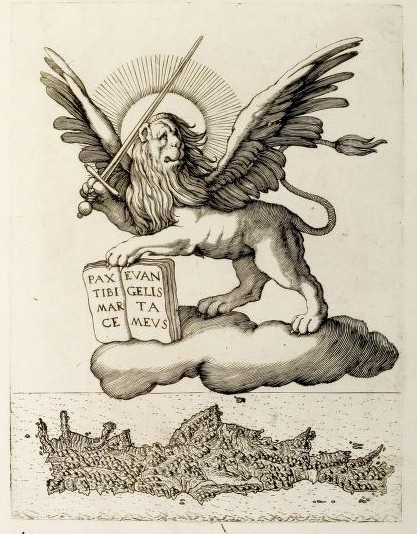
1651年克里特地图
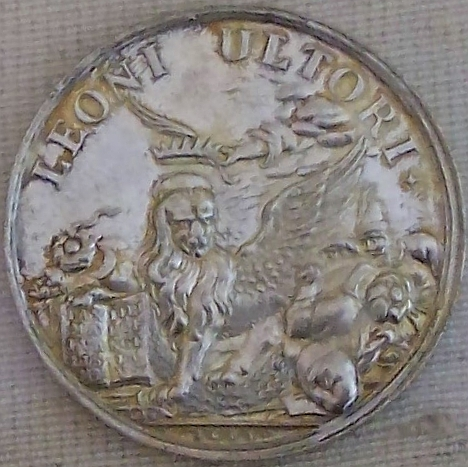
征服摩里亞
圣马可共和国国旗 (1848)
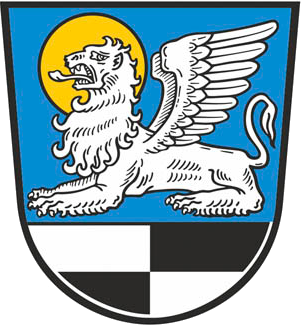
上伊克尔斯海姆市徽
若望保禄一世纹章
威尼斯共和国国徽
马克思采尔市徽
圣马克-若姆加尔德市徽
塞普丁修拉共和国国旗
伊奥尼亚群岛合众国国旗
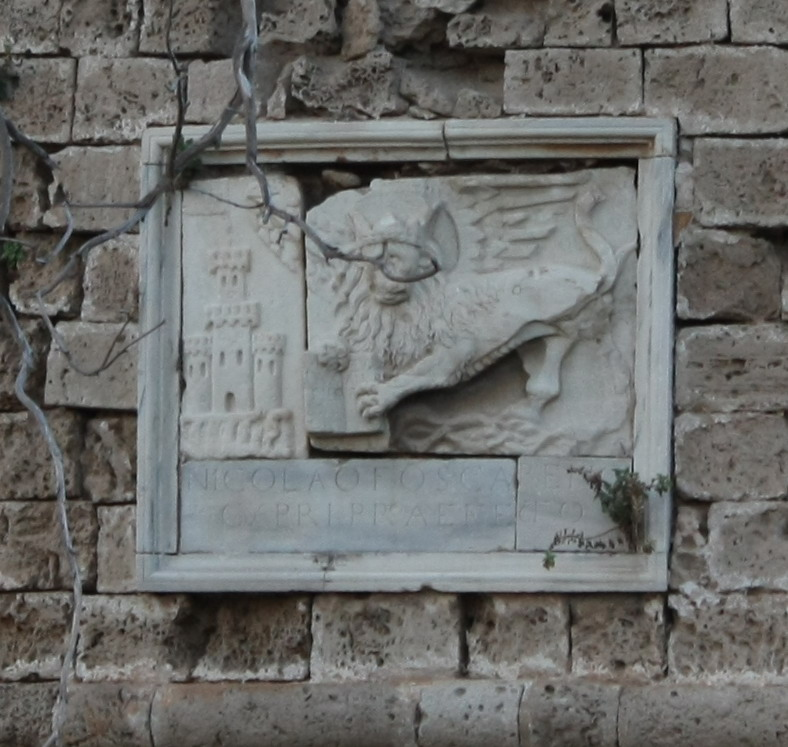
塞浦路斯法马古斯塔Othello Castle
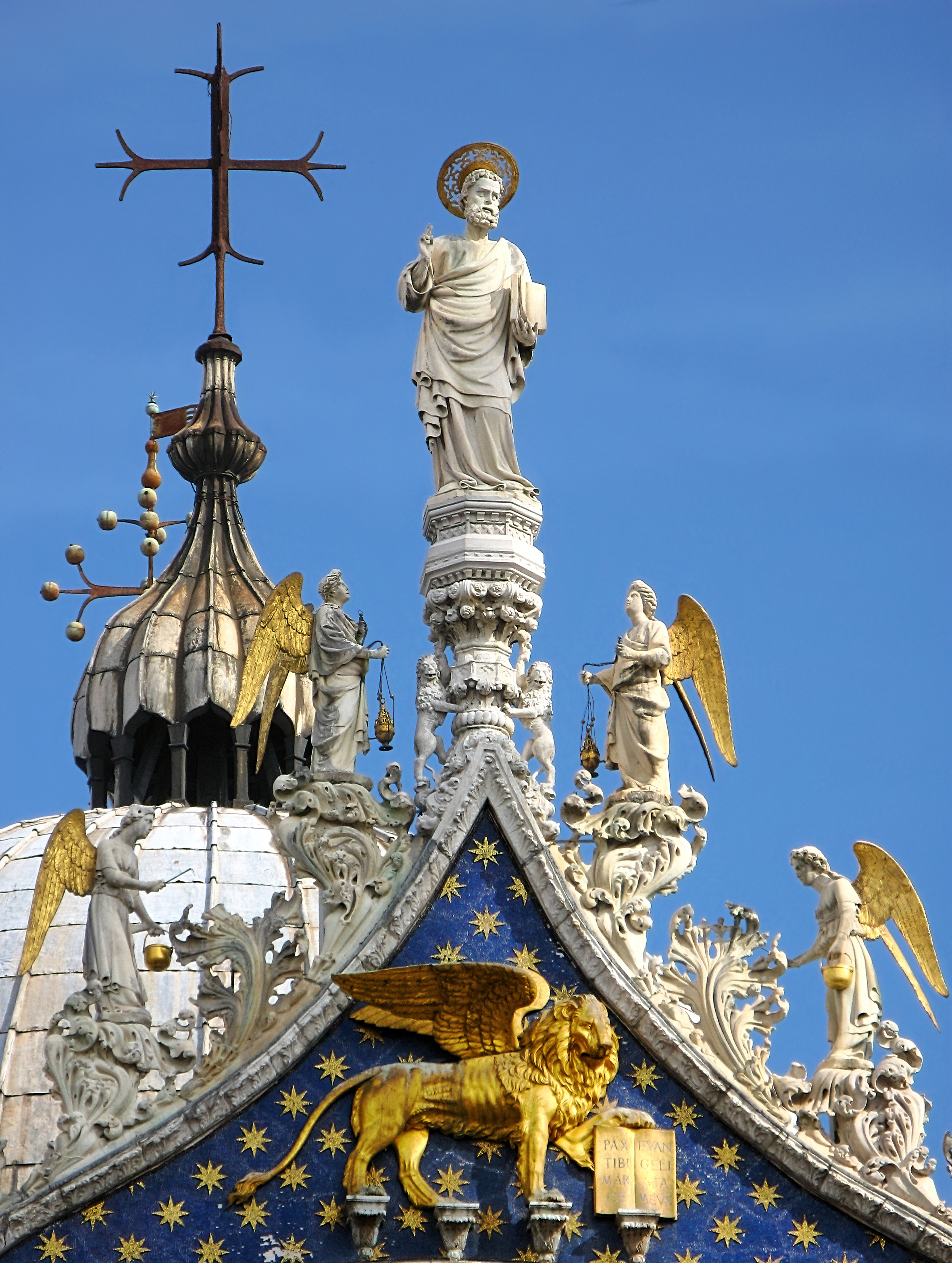
威尼斯圣马尔谷圣殿宗主教座堂屋顶局部
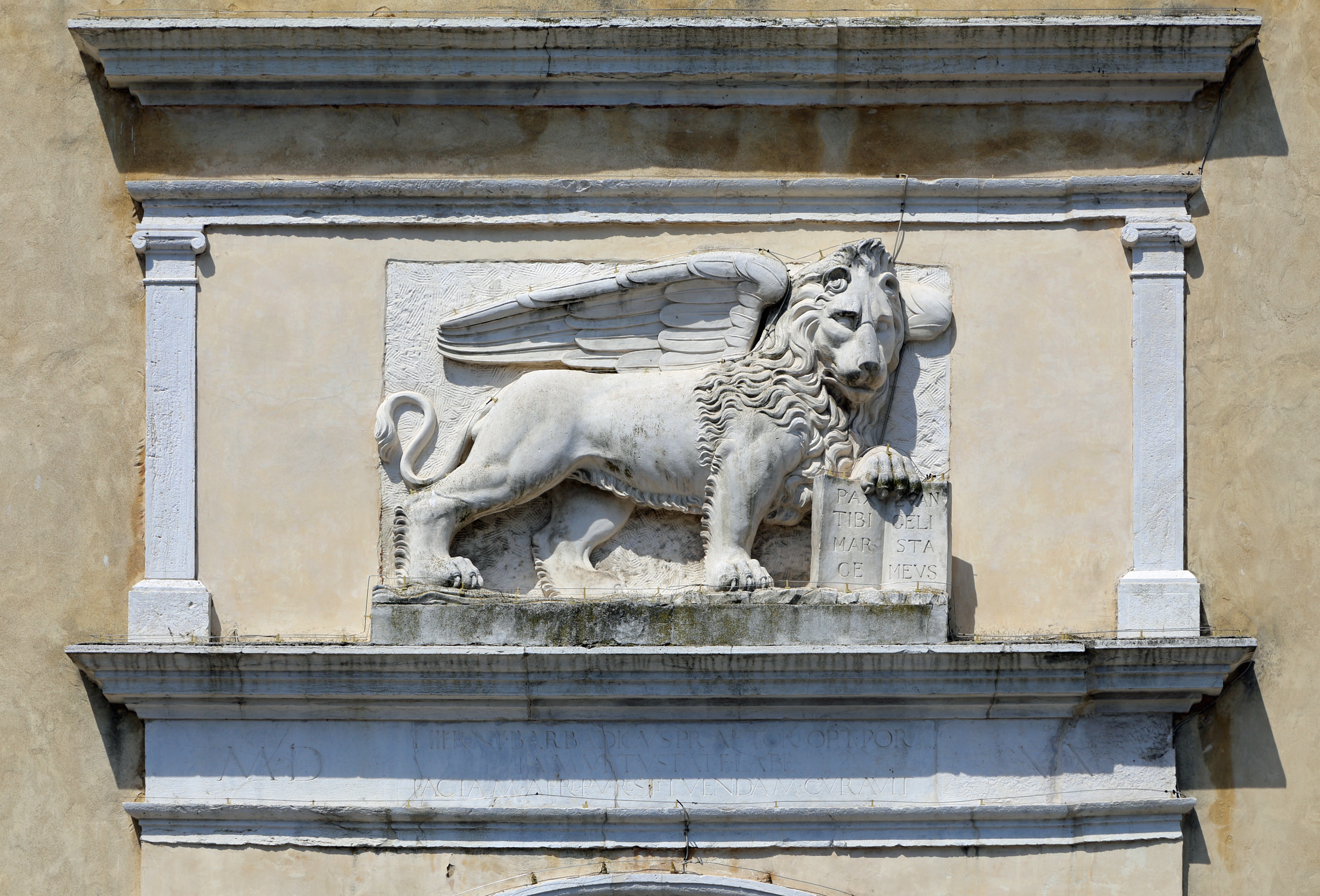
基奧賈圣玛利亚门
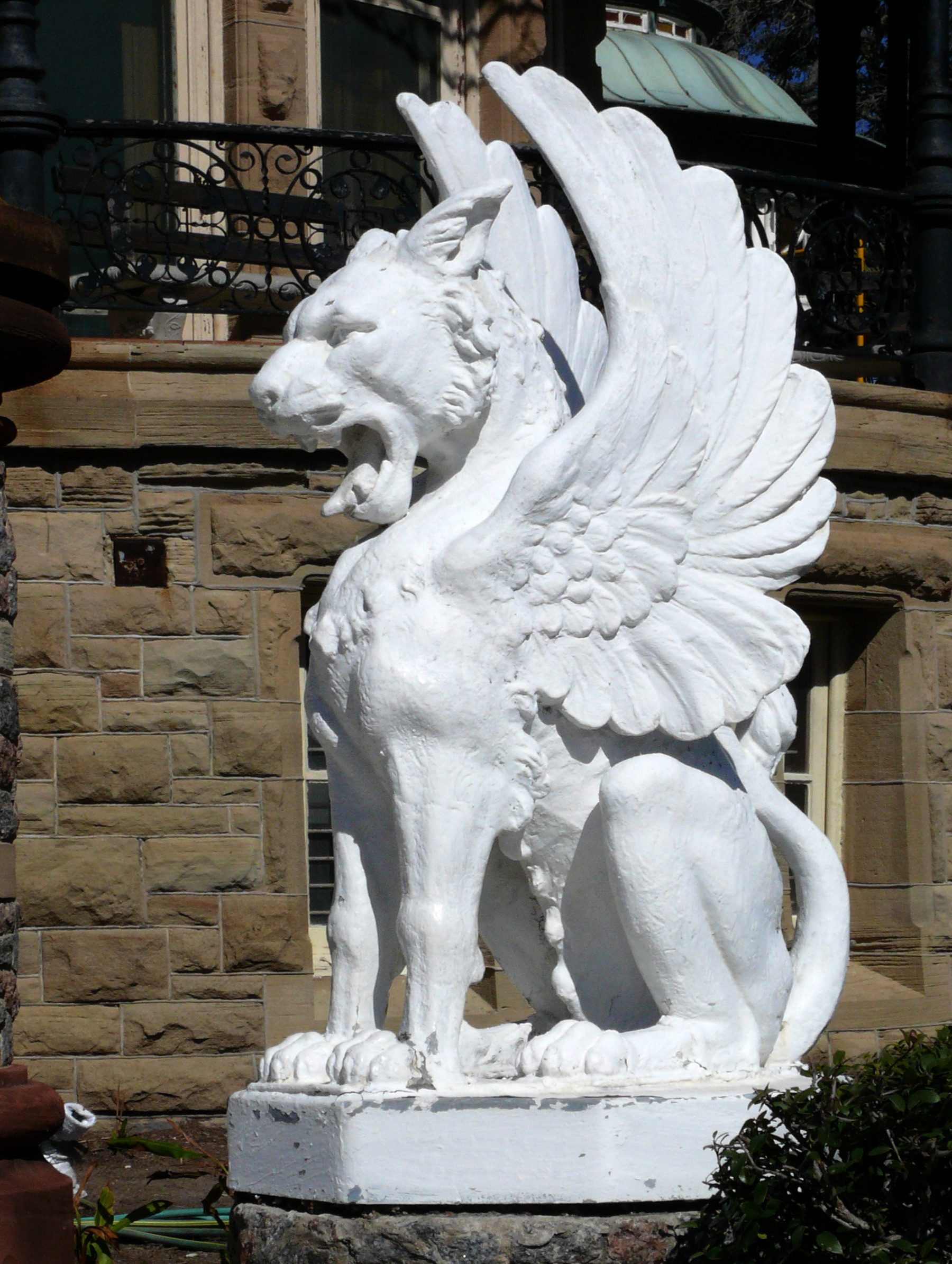
德克萨斯州加尔维斯敦主教府外的圣马可飞狮
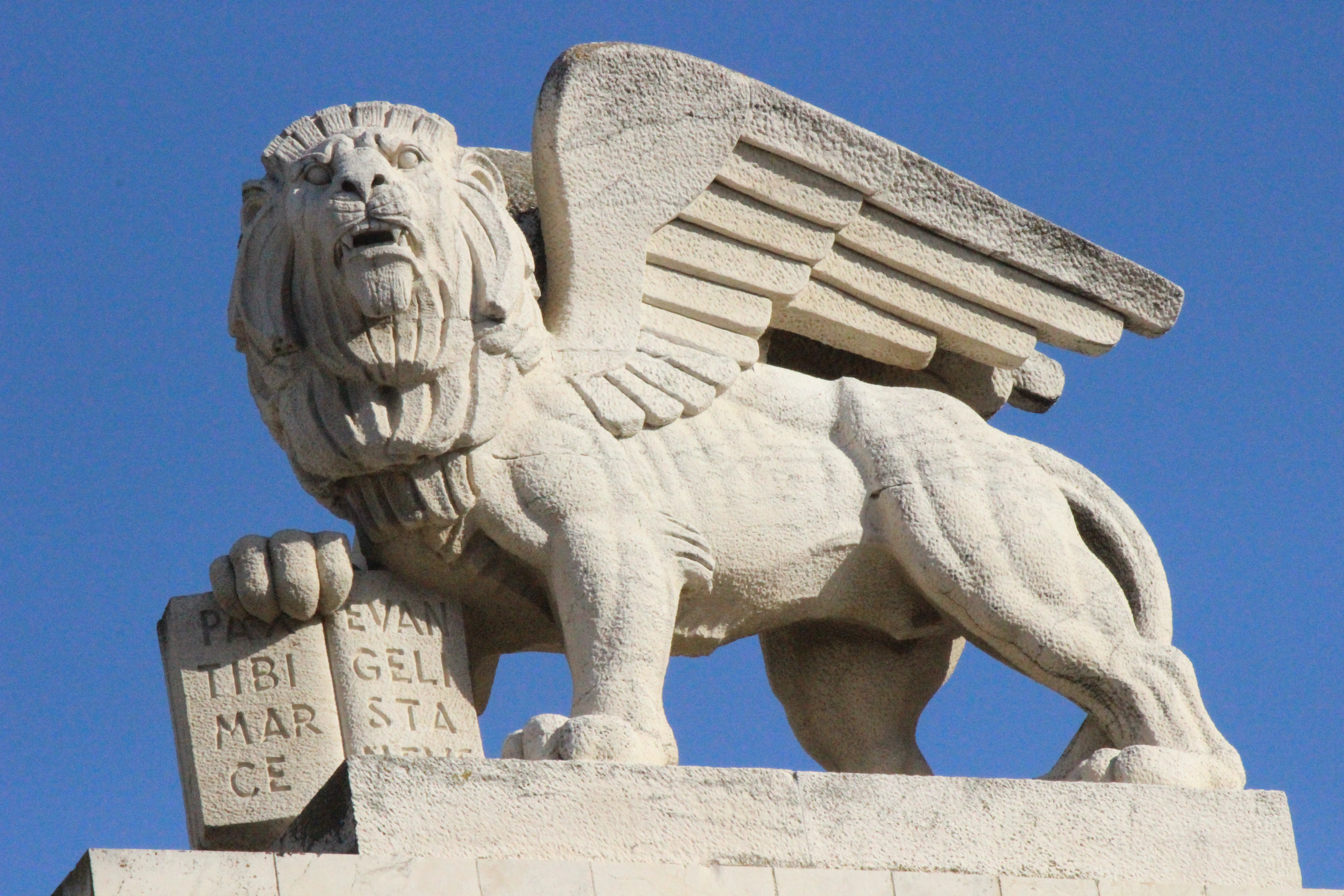
耶路撒冷Generali Building
美國非洲陸軍 Insignia ，Caserma Ederle